# Carbonara di Nola
Carbonara di Nola é uma comuna italiana da região da Campania, província de Nápoles, com cerca de 2.027 habitantes. Estende-se por uma área de 3 km², tendo uma densidade populacional de 676 hab/km². Faz fronteira com Domicella (AV), Lauro (AV), Liveri, Palma Campania.

## Demografia
| Variação demográfica do município entre 1861 e 2011                               |
|                                                                                   |
| Fonte: Istituto Nazionale di Statistica (ISTAT) - Elaboração gráfica da Wikipedia |